# Libel Act 1843 (Royaume-Uni)
Pour les articles homonymes, voir Libel.
Le Libel Act britannique de 1843, alias Lord Campbell's Libel Act, est une loi fondatrice sur la diffamation, votée par le parlement du Royaume-Uni en 1843, qui a introduit d'importantes codifications et modifications pour assurer la liberté de la presse, après des campagnes menées en ce sens en Angleterre.

## Histoire
La loi est souvent associée au nom du parlementaire qui l'a fait adopter, Lord Campbell, et sera amendée en 1845. Elle introduit dans le droit britannique de la presse la notion de "bonne foi", qui peut-être plaidée par le journal pour échapper aux poursuites, à condition que la publication ne soit pas séditieuse ou blasphématoire mais soit intervenue dans le domaine de l'Intérêt général. 
Selon le professeur américain Walter Berns, spécialiste en droit fondamental et droit constitutionnel, le Libel act britannique de 1843 a introduit "clairement le principe de défense de la publication lorsqu'elle est effectuée dans l'intérêt du public". Selon Walter Berns, un précédent important avait été établi par la jurisprudence en 1804-1805 aux États-Unis, lors du procès opposant le journaliste Harry Croswell au président américain Thomas Jefferson. Alexander Hamilton, l'avocat du journaliste, avait plaidé avec succès devant la Cour Suprême de l'État de New York, alors la juridiction américaine la plus importante en la matière, que le journaliste devait échapper aux poursuites en raison de la bonne foi de ses écrits, qui devait elle-même être appréciée par un jury.
Cette loi fondatrice sera à l'origine d'autres prise en compte de la bonne foi en droit de la presse. Le droit français va par exemple, via la jurisprudence de la Loi sur la liberté de la presse du 29 juillet 1881, concernant la diffamation en droit français, l'associer à des conditions proches de ce qu'a prévu la loi britannique de 1843, telles que l'exigence de propos mesurés et prudents, l’absence d’animosité personnelle et la poursuite d'un but légitime.
La réforme du droit de la presse apportée par le "Libel act britannique de 1843" sera prolongée de manière importante en Angleterre, 38 ans après, par le Newspaper libel and registration act de 1881.